# Fabio Renato Rojas
Fabio Renato Rojas Prieto (Lima, Perú, 4 de agosto de 1999) es un futbolista peruano que se desempeña en la posición de lateral derecho o defensa central y su equipo actual es el Alianza Lima de la Primera División del Perú.

## Trayectoria

### Divisiones Menores
Fabio participó desde pequeño en las divisiones menores del club del cual es hincha: Alianza, jugando distintos torneos de menores en los que destacan la Copa Federación, Torneo Centenario y más adelante el Torneo de Promoción y Reservas

### Alianza Lima
El 30 de marzo del año 2017 es ascendido al primer equipo. Rojas debuta en Primera División contra el Juan Aurich de Chiclayo en la victoria 1-0 de local del cuadro victoriano. Fabio completaría dicha temporada con 3 partidos como profesional además de consagrarse campeón de la Primera División 2017.

## Selección nacional
Rojas fue convocado a los Juegos Olímpicos de la Juventud de 2014, realizado en Nankin, en el que jugó cuatro partidos. En ese torneo la selección peruana logró llevarse la medalla de oro.

### Selección Peruana Sub-20
Después de consagrarse campeón en el cuadrangular amistoso de Venezuela Fabio es convocado por el DT Daniel Ahmed para disputar el Campeonato Sudamericano de Fútbol Sub-20 de 2019. Se le asigna la dorsal número 16, Además es el capitán del equipo.

#### Participación en Juegos Olímpicos de la Juventud
| Competencia                | Sede   | Resultado | Partidos | Goles |
| -------------------------- | ------ | --------- | -------- | ----- |
| Juegos de la Juventud 2014 | Nankín | 1.º lugar | 4        | 0     |

#### Participación en Campeonatos Sudamericanos
| Torneo                      | Sede  | Resultado    | Partidos | Goles |
| --------------------------- | ----- | ------------ | -------- | ----- |
| Sudamericano Sub-20 de 2019 | Chile | Primera Fase | 3        | 0     |

## Estadísticas

### Clubes
Actualizado al último partido disputado el 29 de octubre de 2023.
| Alianza Lima · Perú                        | 1.ª           | 2017          | 3  | 0 | — | — | 0 | 0 | 3  | 0 |
| Alianza Lima · Perú                        | 1.ª           | 2018          | 0  | 0 | — | — | 0 | 0 | 0  | 0 |
| UTC de Cajamarca · Perú                    | 1.ª           | 2019          | 19 | 0 | 1 | 0 | — | — | 20 | 0 |
| UTC de Cajamarca · Perú                    | Total club    | Total club    | 19 | 0 | 1 | 0 | 0 | 0 | 20 | 0 |
| Ayacucho F. C. · Perú                      | 1.ª           | 2020          | 23 | 0 | — | — | 0 | 0 | 23 | 0 |
| Ayacucho F. C. · Perú                      | Total club    | Total club    | 23 | 0 | 0 | 0 | 0 | 0 | 23 | 0 |
| Alianza Lima · Perú                        | 1ª            | 2021          | 8  | 1 | 1 | 0 | 0 | 0 | 9  | 1 |
| Alianza Lima · Perú                        | 1ª            | 2022          | 18 | 0 | 0 | 0 | 5 | 0 | 23 | 0 |
| Alianza Lima · Perú                        | Total club    | Total club    | 29 | 1 | 1 | 0 | 5 | 0 | 35 | 1 |
| Atlético Grau · Perú                       | 1.ª           | 2023          | 17 | 0 | — | — | 0 | 0 | 17 | 0 |
| Atlético Grau · Perú                       | Total club    | Total club    | 17 | 0 | 0 | 0 | 0 | 0 | 17 | 0 |
| Total carrera                              | Total carrera | Total carrera | 88 | 1 | 2 | 0 | 5 | 0 | 95 | 1 |
| (1) Incluye datos de la Copa Bicentenario. |               |               |    |   |   |   |   |   |    |   |

## Palmarés

### Títulos nacionales
| Título                    | Equipo       | País | Año  |
| ------------------------- | ------------ | ---- | ---- |
| Primera División del Perú | Alianza Lima | Perú | 2017 |
| Primera División del Perú | Alianza Lima | Perú | 2021 |
| Primera División del Perú | Alianza Lima | Perú | 2022 |

### Torneos cortos
| Título          | Club           | País | Año  |
| --------------- | -------------- | ---- | ---- |
| Torneo Apertura | Alianza Lima   | Perú | 2017 |
| Torneo Clausura | Alianza Lima   | Perú | 2017 |
| Torneo Clausura | Ayacucho F. C. | Perú | 2020 |
| Torneo Clausura | Alianza Lima   | Perú | 2021 |
| Torneo Clausura | Alianza Lima   | Perú | 2022 |

### Campeonatos internacionales
| Título                          | Equipo      | País   | Año  |
| ------------------------------- | ----------- | ------ | ---- |
| Juegos Olímpicos de la Juventud | Perú Sub-15 | Nankín | 2014 |